# Emil Špatný
Emil Špatný (13. ledna 1883 Kostelec nad Labem – 9. března 1937 Praha) byl československý politik, meziválečný poslanec a senátor Národního shromáždění za Československou stranu národně socialistickou.

## Biografie

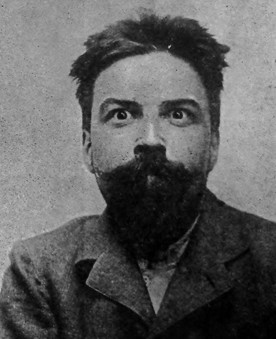
Emil Špatný na fotografii z rakouského vězení 1914

Po vzniku republiky měl v rámci strany českých socialistů (pozdější národní socialisté) blízko k anarchistům. Během první světové války totiž ve vězení navázal styky s představiteli anarchistického hnutí. Později byl zčásti po vlivem Bohuslava Vrbenského, ale nenásledoval ho v jeho posunu doleva, mimo stranu.
V letech 1918–1920 zasedal v Revolučním národním shromáždění. V parlamentních volbách v roce 1920 získal poslanecké křeslo v Národním shromáždění. Mandát v parlamentních volbách v roce 1925 obhájil a do parlamentu se dostal i po parlamentních volbách v roce 1929. Povoláním byl podle údajů z roku 1929 redaktorem v Praze.
Počátkem 30. let 20. století patřil do vedení strany a v jejím rámci do křídla okolo Emila Frankeho, které se vymezovalo proti přílišnému vlivu Edvarda Beneše na stranu.
V parlamentních volbách v roce 1935 získal senátorské křeslo v Národním shromáždění. V senátu setrval do své smrti roku 1937. Nahradil ho pak Rudolf Pánek.
Pohřben byl na Vinohradském hřbitově.